# Dorbod
Dorbod (en mongol: Дөрвөд, romanizado: Dörbod, en chino, 杜尔伯特; pinyin, Dù'rbótè) es un condado autónomo bajo la administración directa de la Prefectura Daqing en la Provincia de Heilongjiang, República Popular China.  Su área es de 6040 km² y su población total para 2010 superó los 260 mil habitantes. 

## Administración
Desde julio de 2020, el  condado Dorbod se divide en 11 pueblos que se administran en 5 poblados y 6  villas.

## Toponimia
Dorbod es una palabra mongol que literalmente significa "cuatro" y este es la forma corta de "cuatro príncipes", deriva del gobierno histórico de la zona por parte de cuatro hermanos. Se dice que "Noyantai", el décimo nieto de "Yahabutu" fundador de la dinastía Yuan, tuvo cuatro hijos, y estos se repartieron la zona en áreas pastorales.
Como las otras regiones autónomas, se caracteriza por estar asociada a un grupo étnico minoritario, en este caso, los mongoles. La región recibió la condición de "autónomo" cuando se estableció el Condado autónomo mongol de Dorbod el 10 de octubre de 1956.